# Özdere
Özdere ist eine türkische Stadt in der Provinz Izmir an der Ägäis an der Südküste der Halbinsel Çeşme.
Özdere hat etwa 13.500 Einwohner (2006) und liegt ungefähr 38 km nördlich von Kuşadası und 40 km südlich von Izmir. Ihr früherer Name bis 1965 lautete Kesri. Seit 2008 ist Özdere keine eigenständige Stadt mehr, sondern eine Mahalle des Landkreises Menderes.

## Tourismus
Der Ferienort ist inzwischen mit Ürkmez und Gümüldür zusammengewachsen und entwickelt sich immer mehr zu einem beliebten Reiseziel für Touristen. Er ist für seine zahllosen Feriendomizile an der Küste bekannt. Özdere ist ein touristisch aufstrebender Ort mit guter Infrastruktur und ganzjährig mildem Klima.

Hauptstraße in Özdere
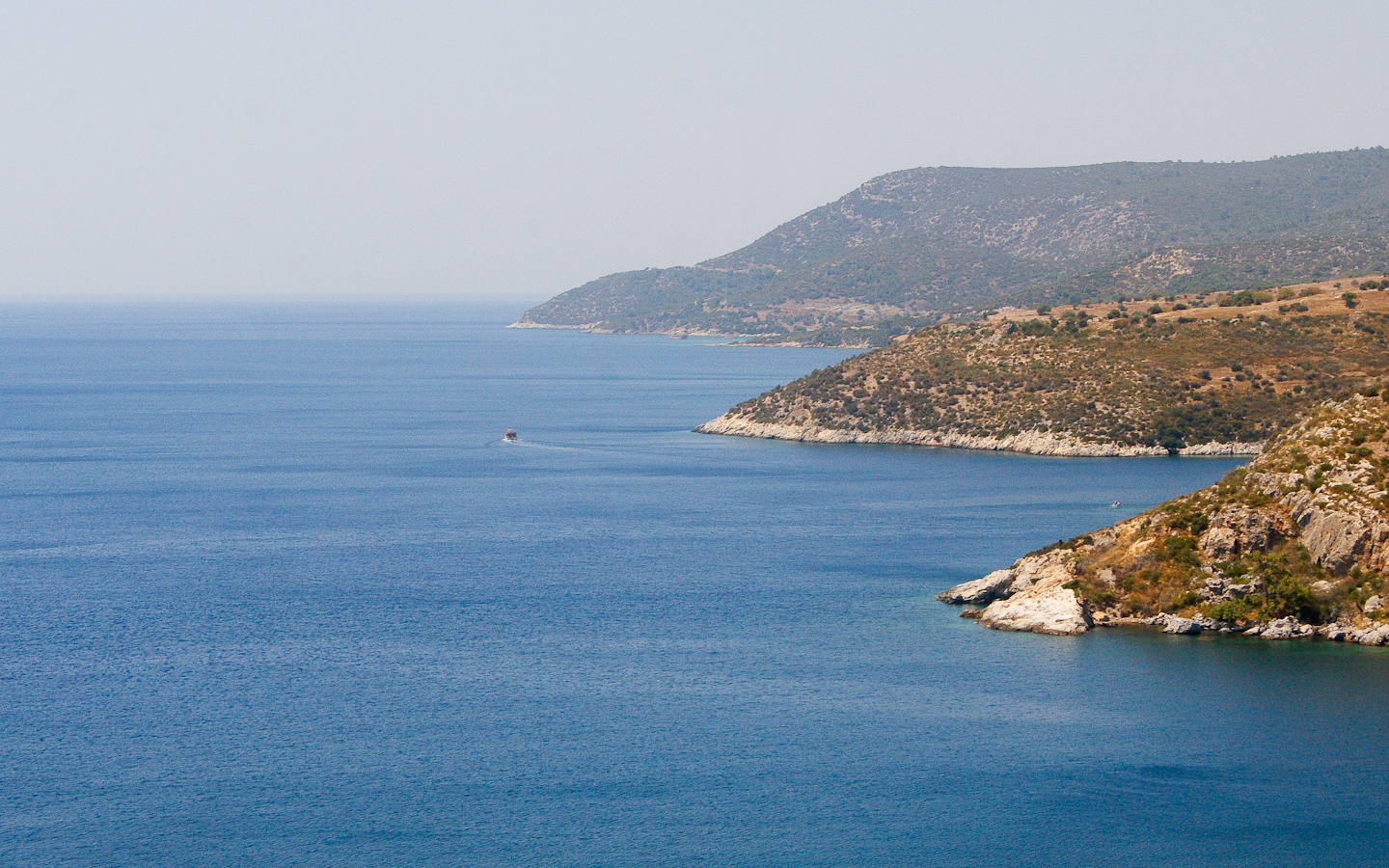
Küste zur Ägäis

## Partnerstädte
- Troisdorf, Deutschland